# Ботанический сад на горе Скопус

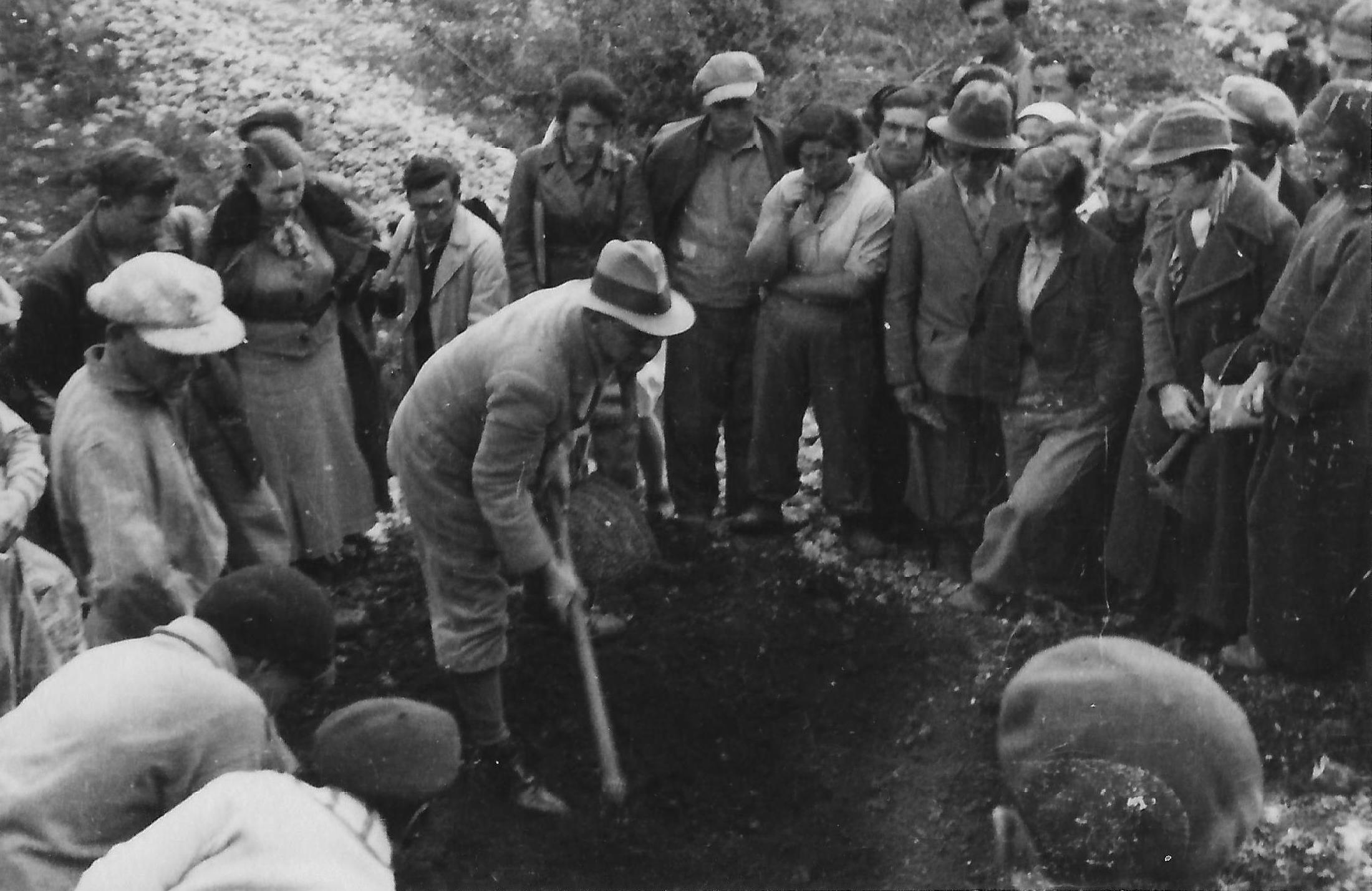
Ботаник доктор Александр Эйг сажает первое дерево в саду, 1931 год

Ботанический сад Еврейского университета на горе Скопус (англ. The Botanical Garden for the Native Plants of Israel in memory of Montague Lamport, ивр. הגן הבוטני של האוניברסיטה העברית בהר הצופים‎) — ботанический сад Еврейского университета, расположенный на горе Скопус в Иерусалиме, Израиль. Основан в 1931 году профессором Отто Варбургом, основателем факультета ботаники при Еврейском университете, а также доктором Александром Эйгом, ведущим исследователем в области ботаники и фитогеографии в Израиле. Деятельность университетского ботанического сада, первого в своем роде в Израиле, регулируется законом о ботанических садах от 2006 года. Площадь сада более 25 дунамов, на которых представлены более 950 видов растений, это примерно 40 % от количества всех видов растений, встречающихся в Израиле в дикой природе.
Сад представляет собой уникальный экологический заповедник обширной коллекции различных групп растений, а также как место, где сохраняются эндемические для Израиля, которые растут здесь в родных для себя условиях вне зависимости от того, в какой части страны и в какой климатической зоне они произрастают в природе. Примером таких зон могут служить средиземноморские леса и кустарники, полупустыни, береговые песчаные дюны, пустыня Негев, водоёмы и фруктовые сады. Растения оберегаются и сохраняются в саду также с учётом сезонных изменений климата в естественной среде обитания. В саду представлены многочисленные фитогеографические зоны, благодаря особому микроклимату на горе Скопус в Иерусалиме.

## История
Сад был основан в 1931 году. На территории нынешнего сада располагался первый в Израиле зоологический сад библейских животных (сегодня библейский зоопарк находится в Иерусалиме в районе ж/д ст. Иерусалим-Ма́лха).
В саду также были проведены археологические раскопки. В одной из пещер обнаружена могила Никанора Александрийского, известного тем, что он пожертвовал средства на одни из ворот Второго Иерусалимского Храма времен царя Ирода. На территории пещеры Никанора захоронены сионистские лидеры Леон Пинскер и Менахем Усышкин.

### Переезд в кампус в Гиват Рам
После того как Гора Скопус вышла из состава Израиля в 1948 году, было решено создать новый ботанический сад на территории кампуса в Гиват Рам в Западном Иерусалиме. Новый ботанический сад был открыт в 1954 году, вскоре после создания кампуса Гиват Рам.

## Коллекции растений
- Эндемики Израиля
- Растения, упоминающиеся в Библии
- Водные растения
- Растения пустынь
- Культивируемые растения

## Пещера Никанора и Национальный Пантеон Израиля
Менахем Усышкин похоронен в Иерусалиме в «пещере Никанора» на горе Скопус. В своё время он выдвинул идею создания там Национального сионистского пантеона и способствовал захоронению в пещере Никанора праха Леона Пинскера, но после Войны за независимость Израиля гора Скопус оказалась анклавом на иорданской территории, и кладбище лидеров нации было создано на горе Герцля в западной части города. Усышкин стал вторым и последним сионистским лидером, похороненным в пещере Никанора.

## Галерея

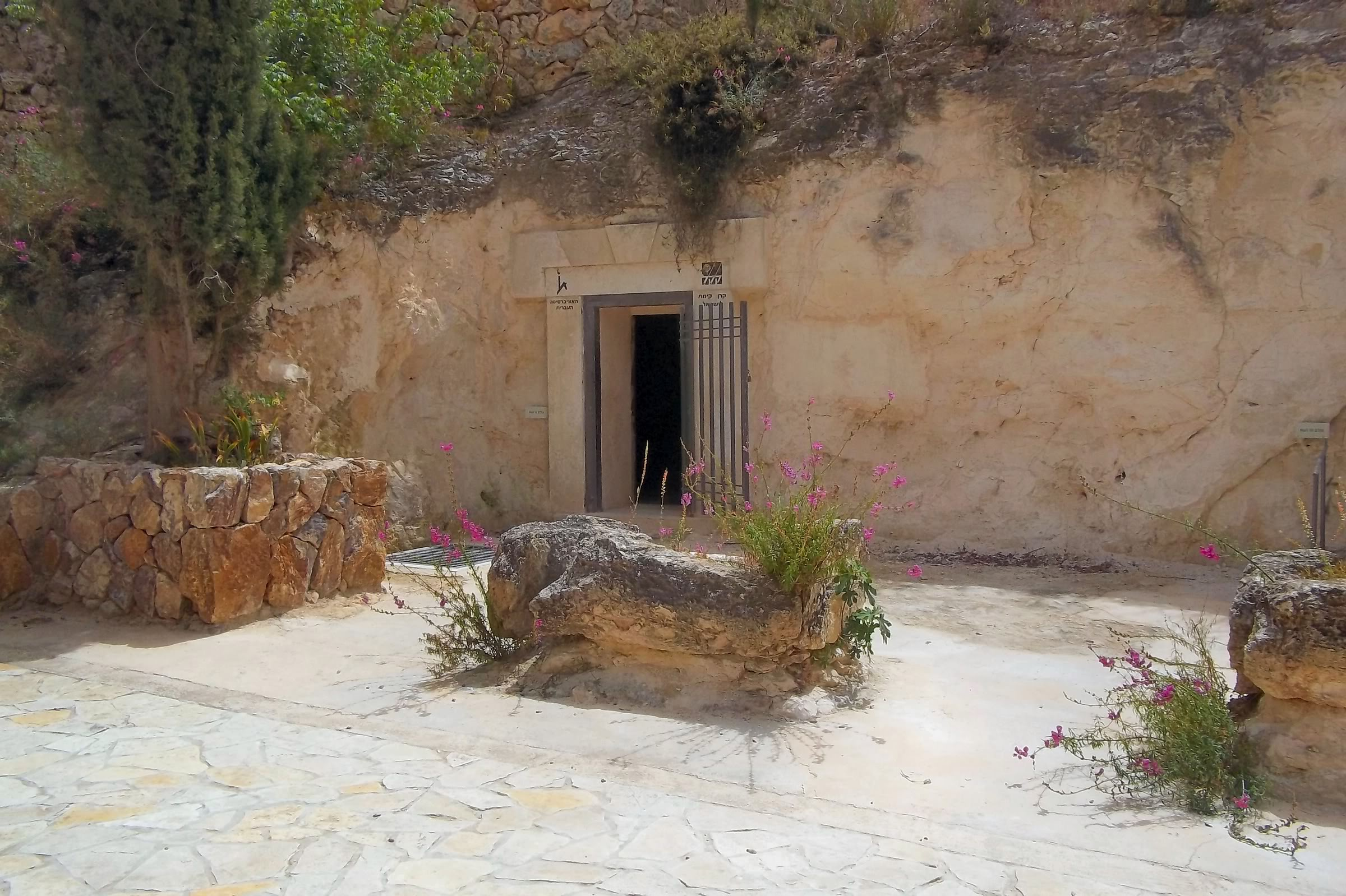
Пещера Никанора
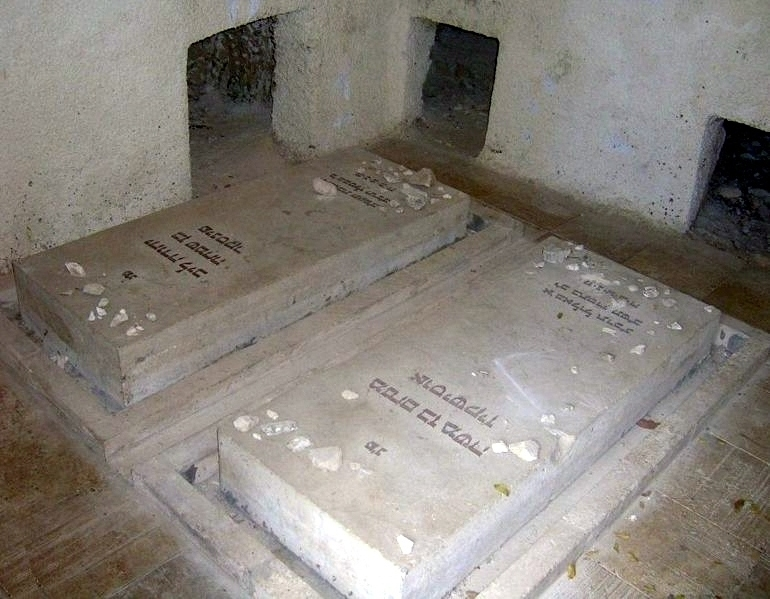
Могилы Леона Пинскера и Менахема Усышкина в Пещере Никанора
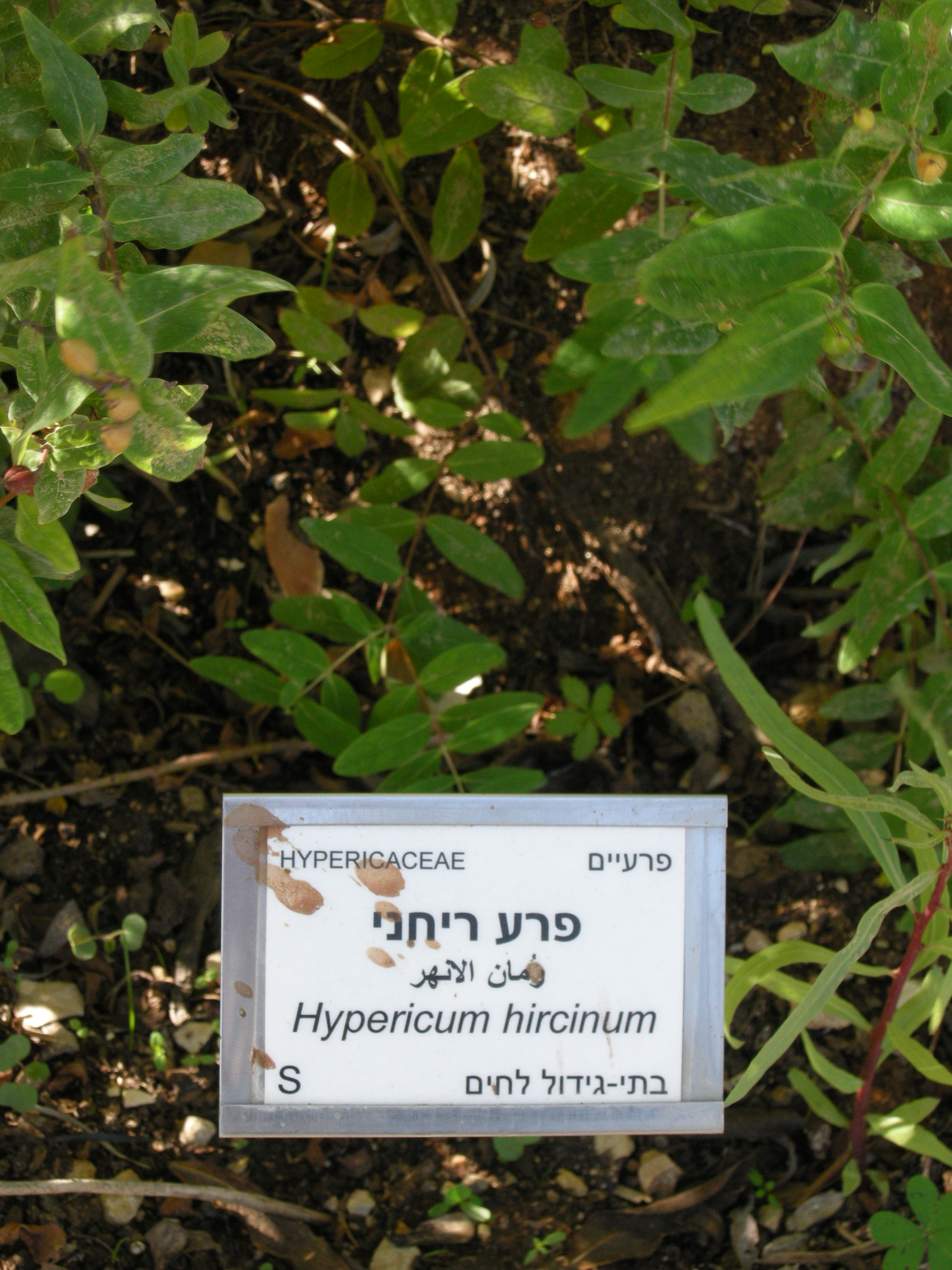
Зверобой козлиный — один из экспонатов ботанического сада
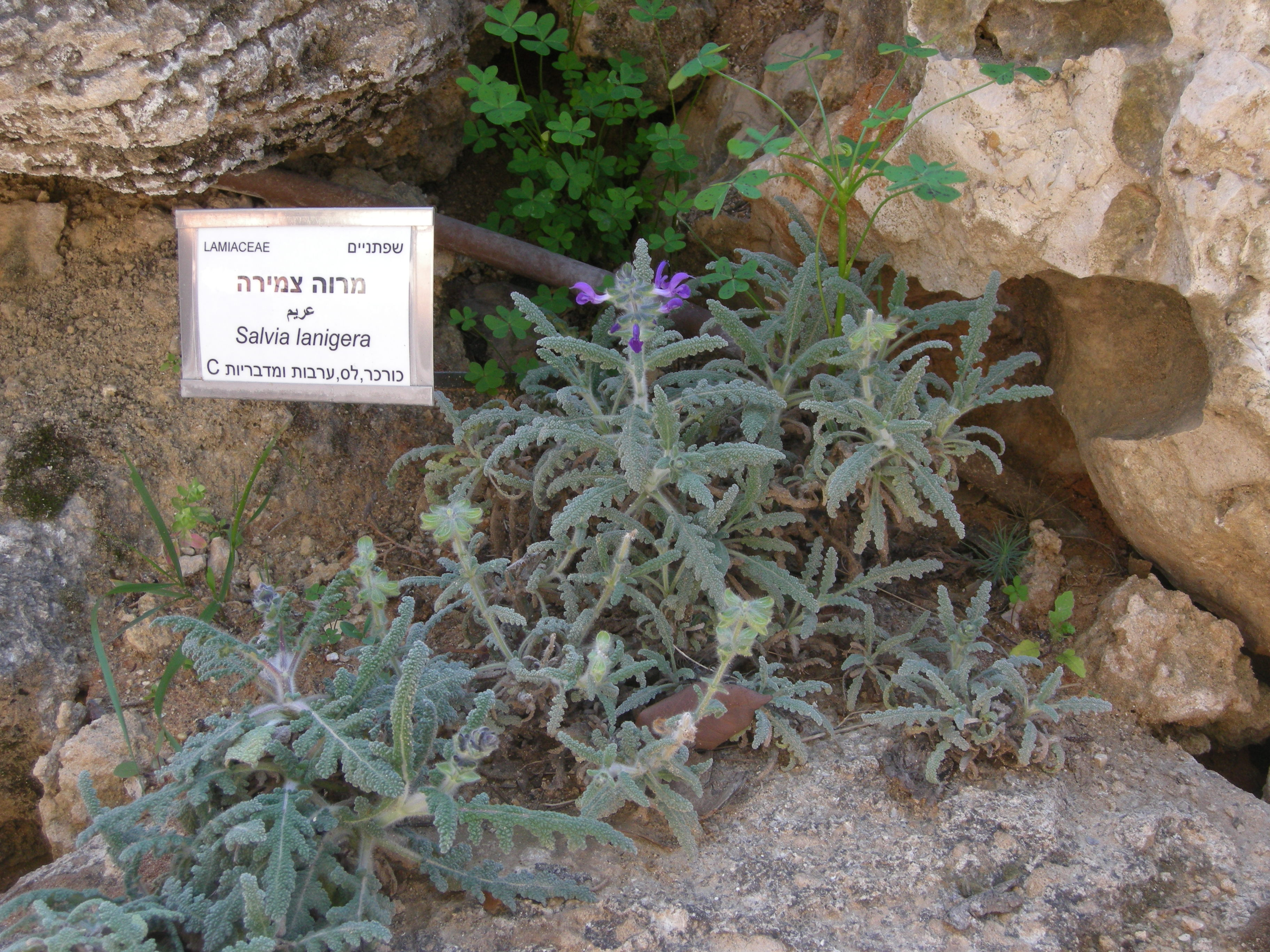
Salvia lanigera — растение рода Шалфей, один из экспонатов сада, эндемик Израиля